# پرموزلو-کیووندا
پرموزلو-کیووندا (به ایتالیایی: Premosello-Chiovenda) یک کومونه در ایتالیا است که در استان وربانو-کوزیو-اوسولا واقع شده‌است. پرموزلو-کیووندا ۳۴٫۱ کیلومتر مربع مساحت و ۲٬۰۷۱ نفر جمعیت دارد و ۲۲۰ متر بالاتر از سطح دریا واقع شده‌است.